# Gerd Kaminski

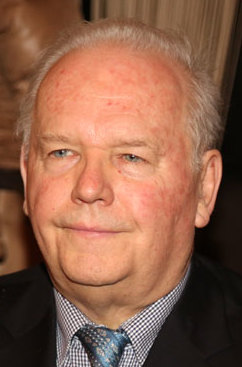
Gerd Kaminski, 2014

Gerd Kaminski (* 14. Dezember 1942 in Wien; † 7. August 2022) war ein österreichischer Rechtswissenschaftler und China-Experte.

## Leben
Kaminski studierte Rechtswissenschaften und die chinesische Sprache an der Universität Wien. Seit 1971 leitete er die von ihm federführend initiierte „Österreichische Gesellschaft für China-Forschung“ (ÖGCF), meist kurz „Österreichisch-Chinesische Gesellschaft“ genannt; formale Gründungsmitglieder waren 1971 die beiden großkoalitionären Parteien SPÖ und ÖVP, wichtige Interessensvertretungen sowie Wissenschaftler und Künstler; Ziel der Gesellschaft war es, nach Aufnahme der diplomatischen Beziehungen mit der Volksrepublik China (formal am 28. Mai 1971), den gegenseitigen Austausch in allen Bereichen zu fördern. Nach seiner Habilitation 1978 leitete Kaminski zudem das Boltzmann-Institut für China- und Südostasienforschung in Wien. In diesem wissenschaftlichen Rahmen war er an der  Etablierung einer modernen, interdisziplinären China-Forschung in Österreich maßgeblich beteiligt und setzte sich für die Kooperation mit relevanten Forschungsinstituten in aller Welt ein. Darüber hinaus hatte er mehrere Gastprofessuren, u. a. an der State University of New York at Buffalo und an der Peking-Universität, inne. Zudem war er in Fragen, die China betreffen, Berater des österreichischen Außenministeriums. Einer seiner Hauptforschungsschwerpunkte war die chinesische Völkerrechtskonzeption. Er bereiste etwa 100 Mal Ostasien, in den letzten Jahrzehnten meist zusammen mit seiner ebenfalls für die ÖGCF wissenschaftlich tätigen Ehefrau Mag. Hongbin Kaminski, organisierte u. a. in Österreich mehr als 30 China-Ausstellungen und war auch an der Entstehung zahlreicher Dokumentarfilme über China beteiligt. Kaminski schrieb über 80 einschlägige Bücher (z. T. als Ko-Autor) und zahlreiche Fachartikel, dazu gab er mehr als 120 Nummern der Zeitschrift „China-Report“ der ÖGCF heraus.
Kaminski war zuletzt Geschäftsführender Vizepräsident der ÖGCF und starb am 7. August 2022. Altbundespräsident Dr. Heinz Fischer würdigte, als Präsident der ÖGCF, sein Lebenswerk, ebenso Dr. Helmut Sohmen, als Ehrenpräsident der ÖGCF.

## Auszeichnungen
- 2001: Ehrenmedaille der Bundeshauptstadt Wien in Gold[1]
- 2003: PaN-Persönlichkeitspreis[2]
- 2013: John Rabe Award des John Rabe Communication Centre Heidelberg

## Werke (Auswahl)
als Autor
- Bewaffnete Neutralität. Basteiverlag, Wien 1971.
- Die Haltung der Volksrepublik China zum völkerrechtlichen Gebietserwerb demonstriert an den Fällen der Insel Zhenbao (Damanski) und der Diaoyu-Inseln (Senkaku-Inseln). Österreichisches China-Forschungsinstitut, Wien 1975.
- mit Else Unterrieder: Von Österreichern und Chinesen. Europa-Verlag, Wien 1980, ISBN 3-203-50744-7.
- mit Else Unterrieder: Der Zauber des bunten Schattens. Chinesisches Schattenspiel einst und jetzt. Carinthia, Klagenfurt 1988, ISBN 3-85378-314-7.
- Verheiratet mit China. Die unglaubliche Geschichte einer Österreicherin in China. Löcker Verlag, Wien 1997, ISBN 3-85409-288-1.
- Der Boxeraufstand. Entlarvter Mythos. Löcker Verlag, Wien 2000, ISBN 3-85409-325-X.
- mit Franz Grieshofer: Hilf Himmel. Götter und Heilige in China und Europa.Österreichisches Museum für Volkskunde, Wien 2002, ISBN 3-900359-98-9.
- Pestarzt in China. Das abenteuerliche Leben des Dr. Heinrich Jettmar. Löcker Verlag, Wien 2010, ISBN 978-3-85409-541-5.
- Österreich und China im Bild 1624 bis 2016. Bacopa-Verlag, Schiedlberg 2016, ISBN 978-3-902735-92-8.
- Das Spiel von Wolken und Regen. Erotik im alten China. Bacopa Verlag, Schiedlberg 2018, ISBN 978-3-903071-39-1.

als Herausgeber
- Neutralität in Europa und Südostasien. Wehling-Verlag, Bonn 1979, ISBN 3-88437-010-3.
- Pandabären statt Parolen. Chinesische Zeitgeschichte in Zeugnissen chinesischer Kindermalerei. Europa Verlag, Wien 1986, ISBN 3-203-50961-X.
- mit Barbara Kreissl: Aodili – Österreich-China. Geschichte einer 300-jährigen Beziehung. Katalog zur Ausstellung in Krems. ÖCGF, Wien 1996, ISBN 3-9500567-0-X.
- Jakob Rosenfeld: Ich kannte sie alle, Das Tagebuch des chinesischen Generals Jakob Rosenfeld. Löcker Verlag, Wien 2002, ISBN 3-85409-363-2.